# John Walter Christie

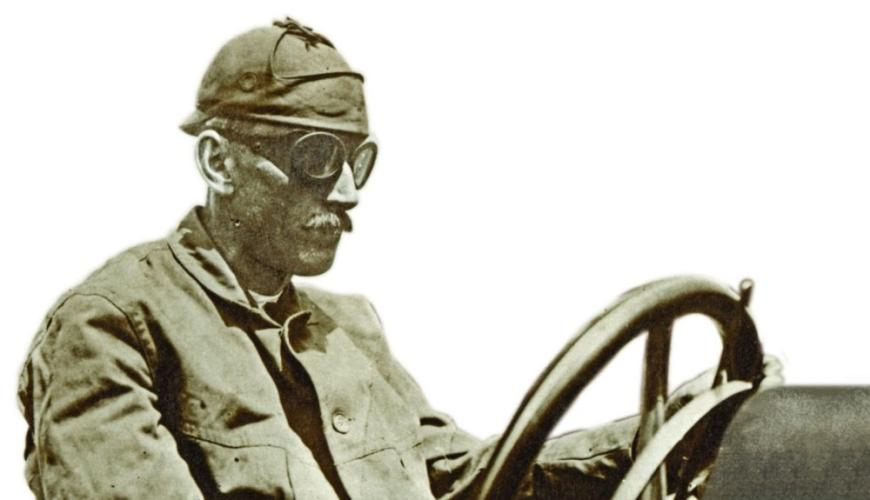
John Walter Christie (ca. 1915)

John Walter Christie (* 6. Mai 1865 in River Edge (New Jersey); † 11. Januar 1944 in Falls Church) war ein US-amerikanischer Automobilrennfahrer, Ingenieur, Erfinder und Unternehmer. Er ist vor allem bekannt für die Entwicklung des Christie-Laufwerks, das in einer Reihe von Panzern im Zweiten Weltkrieg benutzt wurde, besonders in den sowjetischen Panzern der BT- und T-34-Serien, im britischen Covenanter-Panzer und im leichten Crusader-Panzer, außerdem im schwereren Comet-Panzer.

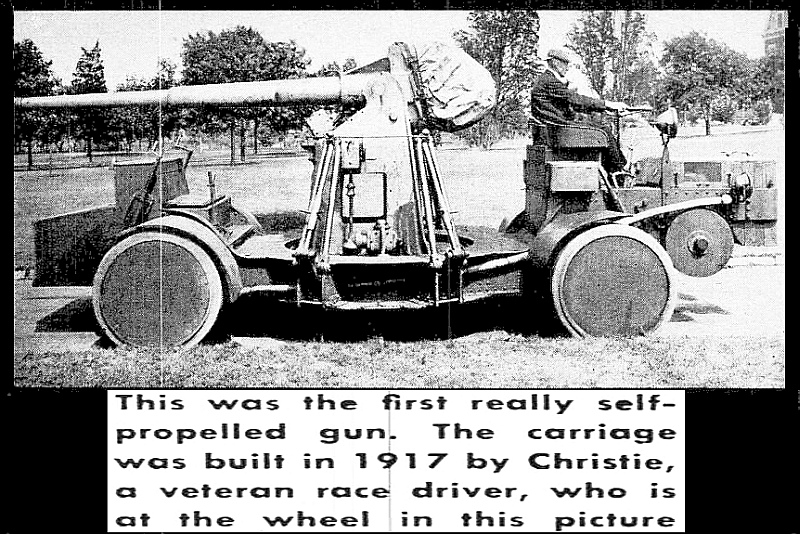
Selbstfahrlafette von Christie (1917)

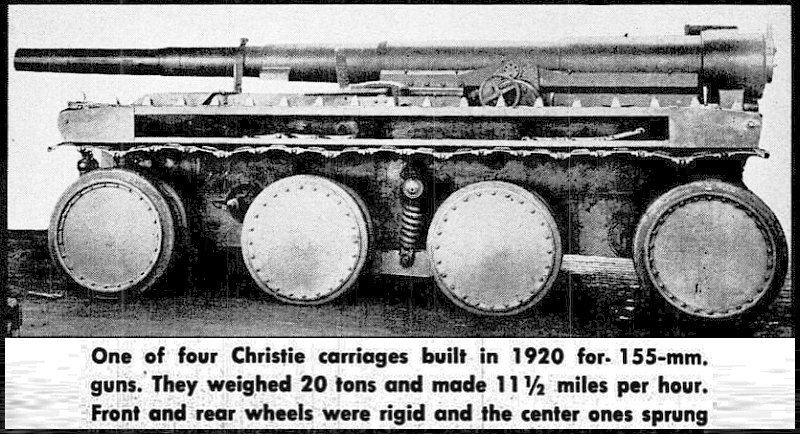
155-mm-Selbstfahrlafette von Christie (1920)

## Leben
Christie begann mit 16 Jahren zu arbeiten und bildete sich gleichzeitig weiter. Er konstruierte verschiedene Fahrzeuge, darunter auch Rennwagen mit Frontantrieb. Geschäftlich hatte er keinen Erfolg.
Anfang des 20. Jahrhunderts betrieb John Walter Christie unter dem Markennamen Christie in New York City mehrere Automobilbauunternehmen. Mit seinen Wagen startete er bei nationalen und internationalen Automobilrennen. So trat er z. B. beim Großen Preis von Frankreich 1907 mit einem Wagen mit 19.881 cm³ Hubraum an. Dies war laut einer Quelle der größte Hubraum, der jemals bei einem Grand-Prix-Rennen eingesetzt wurde.
1916 entwickelte er einen vierrädrigen Wagen mit einem Gewehr für die US Army. Er hielt sich allerdings nicht an die strengen Vorschriften für Waffen und wollte seinen Entwurf nicht überarbeiten. Diese Sturheit im Umgang mit der Bürokratie sollte ihn zeit seines Lebens verfolgen. Dennoch stellte er 1917 eine der ersten Selbstfahrlafetten vor, die tatsächlich mit einer eigenen Antriebseinheit in der Lafette ausgestattet waren und nicht wie vorherige Modelle auf Lastkraftwagen oder andere Fahrzeuge aufmontiert wurden. 1920 wurden weitere Selbstfahrlafetten von ihm gebaut, die mit 155-mm-Kanonen ausgerüstet wurden.

## Spätere Innovationen und bürokratische Frustrationen

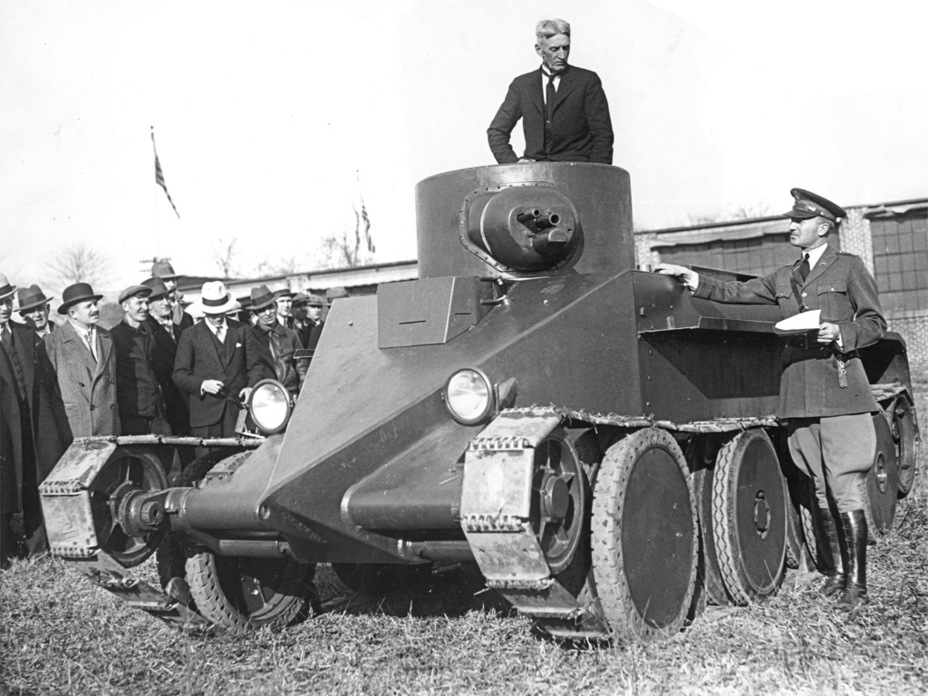
Vorführung des Modell 1931 in Rahway (USA)

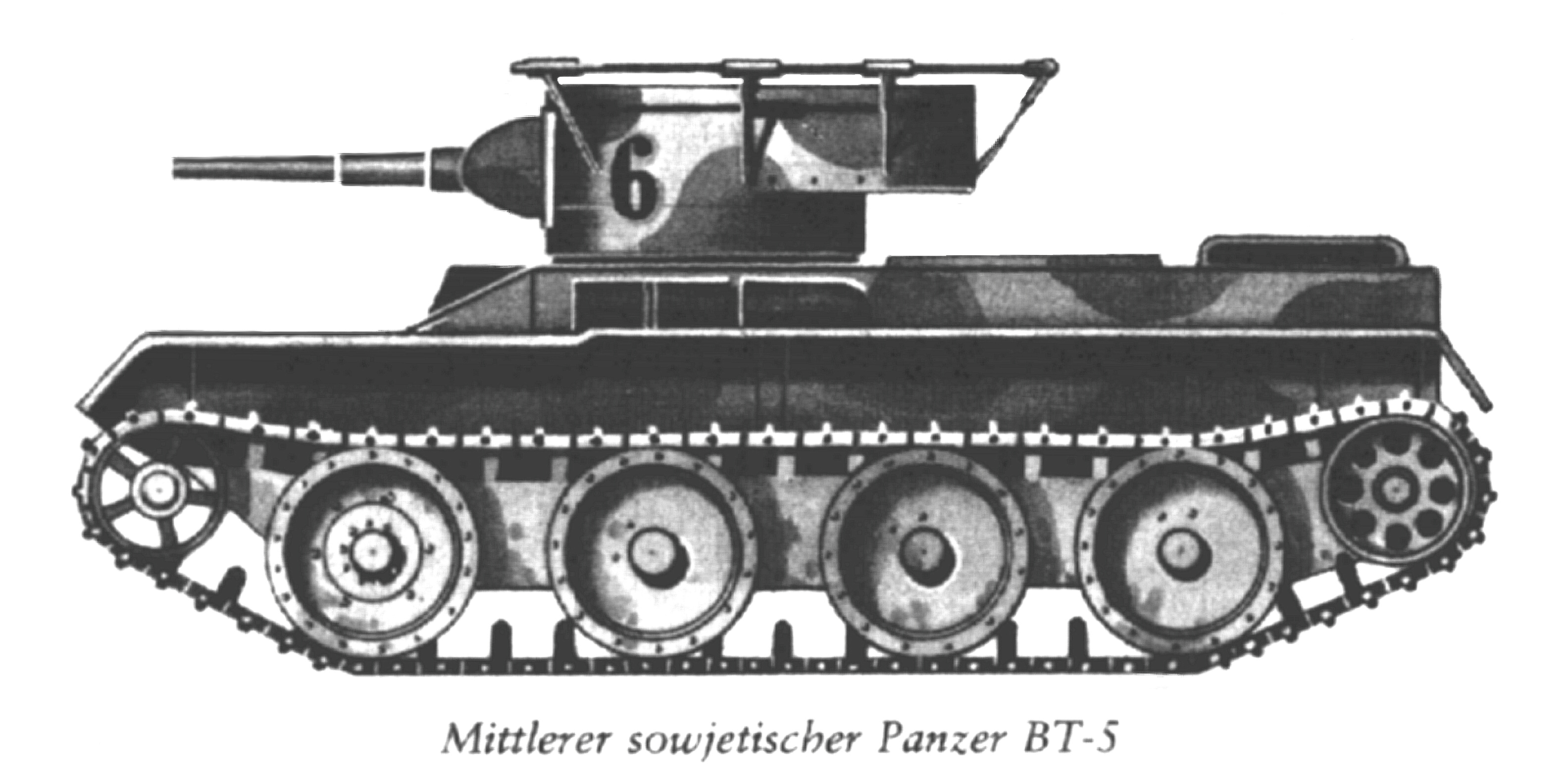
Zeichnung eines BT5 mit Christie-Laufwerk

1928 gelang es ihm, ein revolutionäres Panzer-Chassis zu bauen, das Modell M1928. Die Ketten konnten entfernt werden, so dass das Fahrzeug auch auf Rädern fahren konnte. Das Neue daran war, dass jedes Rad einzeln gefedert aufgehängt war.  Dadurch war das Fahrzeug im Gelände schneller und beweglicher, aber es war schwach gepanzert. Nur an der Frontseite war es mit einer geneigten Panzerung stärker geschützt. Die Armee kaufte einige Fahrzeuge zum Testen.
Als der M1928 im Fort Myer in Virginia vorgeführt wurde, waren zwar einige sehr beeindruckt, aber die Armee wünschte lieber stark gepanzerte Panzer zur Unterstützung der Infanterie an der Front statt schneller, beweglicher Fahrzeuge, die ins feindliche Hinterland eindringen konnten. Deshalb wurden Christies Panzer an die Kavallerie weitergereicht. Die Kavallerie wollte den M1928 als bewaffnetes Auto weiterentwickeln. Wieder gab es Meinungsverschiedenheiten zwischen der Armeebehörde und Christie über das Konzept.
Schließlich lehnte der Verteidigungsminister die Massenproduktion des M1928 wegen zu hoher Kosten ab. Christie versuchte nun, seine Erfindung an den Meistbietenden zu verkaufen, Polen, die Sowjetunion und Großbritannien äußerten Interesse. Das war illegal, weil Christie keine Erlaubnis hatte, seine Erfindung an das möglicherweise feindliche Ausland zu verkaufen.

## Verhandlungen mit ausländischen Regierungen
Zuerst wollte Christie seinen Panzer an Polen verkaufen. 1930 sollte ein Fahrzeug geliefert werden, aber Christie trat vom Vertrag zurück.
Die Sowjetunion hatte zu dieser Zeit keine diplomatischen Beziehungen zu den USA und durfte keine Waffen kaufen. Sowjetische Agenten gelangten trotzdem an die Pläne für den M1928. 1930 stimmte Christies Firma zu, den Sowjets zwei M1931-Panzer zu liefern, das Nachfolgemodell. Die beiden Panzer wurden, getarnt als Traktoren, in die Sowjetunion verschifft. Die Sowjets verbesserten Christies Entwurf für ihre BT-Serie, auf der auch der T-34-Panzer basierte.
Nachdem die Briten die sowjetischen Aktivitäten beobachtet hatten, genehmigte die britische Regierung den Kauf einer Christie-Lizenz durch die Morris Motor Company. Dies wurde die Basis für den Cruiser Tank Mk III.

## Späteres Leben
Nach der Ablehnung des M1928 durch die US-Army arbeitete Christie in den 1930er Jahren an weiteren Modellen, darunter war sogar ein Panzer mit Flügeln. Obwohl die Armee verschiedene Prototypen kaufte und mit ihren eigenen Entwicklungen darauf aufbaute, wurde keines von Christies Modellen von den USA in Massenproduktion gefertigt.
Nach dem Ausbruch des Zweiten Weltkriegs 1939 und dem Kriegseintritt der USA 1941 schickte Christie wieder mehrere Konstruktionsentwürfe an die Armee, alle mit seinem Aufhängungssystem und großen, auswechselbaren Rädern. Aber wie früher endeten alle Verhandlungen mit der Armee in Ablehnung und Frustration. Er starb enttäuscht 1944, während die auf seiner Konstruktion basierenden Panzer großen Einfluss auf den Lauf der Weltgeschichte hatten.